# Tomáš Tožička
Tomáš Tožička (* 20. prosince 1966 Duchcov) je český technik a odborník na rozvojovou problematiku.

## Život

### Rodina a vzdělání
Jeho otec Jaroslav Tožička byl vězněn za účast v protifašistickém odboji. Jeho děd František Peštuka byl odsouzen na 11 let za vlastizradu v padesátých letech.
V letech 1982–1986 studoval na střední průmyslové škole v Teplicích obor všeobecné strojírenství. Po maturitě nemohl z politických důvodů studovat vysokou školu a až do roku 1990 pracoval v dělnických profesích a absolvoval základní vojenskou službu jako technik na letišti. V roce 1990 začal studovat Evangelickou teologickou fakultu UK v Praze, kde promoval v roce 1996. Na studijním pobytu v USA na Columbia Theological Seminary – Atlanta, Ge, zpracoval diplomovou práci Bezdomovci v USA.

### Profese
Po ukončení studia byl na rodičovské dovolené. Založil a mezi lety 1998–2002 vedl Středisko ekonomicko-sociálních aktivit v Mostě, zaměřené na komunitní práci, nezaměstnanost, při kterém provozoval azyl pro matky v krizových situacích a komunitní centrum Otevřený svět v Litvínově. Byl koordinátorem českých a evropských projektů zaměřených především na energetiku a místní rozvoj, mimo jiné elektrifikoval venkovské oblasti v Angole, Bangladéši a Zambii. Jeho aktivity v Zambii zachycuje například dokumentární film Martina Marečka Pod sluncem tma. Byl dlouholetým redaktorem Křesťanské revue, krátce působil jako redaktor Literárních novin, publikoval v Deníku Referendum v Právu, A2larmu a Lidových novinách.

### Osobní život
Je ženatý s novinářkou Sašou Uhlovou a má čtyři syny.

## Politické a veřejné aktivity
Od 1999 byl národním koordinátorem koalice Milostivé léto (jubilee 2000), která se zabývala problematikou zadluženosti nejchudších zemí planety. V letech 2000 až 2008 byl členem Ekumenického týmu Světové rady církví při OSN v New Yorku – Financing for Development a zástupce nevládních organizací na summitech OSN Financing for Development v Monterrey (Mexiko, 2002) a Doha (Katar, 2008).
V komunálních volbách v roce 1998 kandidoval jako nestraník za Demokratickou unii do Zastupitelstva města Mostu, ale po změně vedení DEU svou kandidaturu stáhl.
V letech 2003 až 2005 byl členem předsednictva Strany zelených. Po nástupu Martina Bursíka ale ze strany vystoupil a spoluzaložil politické hnutí Zelení. V letech 2006 až 2008 byl členem předsednictva tohoto hnutí a v listopadu 2008 byl zvolen místopředsedou. Tato malá skupina nedosáhla nikdy ve volbách úspěchu a víceméně splynula s Klíčovým hnutím Táni Fischerové, s nímž členové úzce spolupracovali. Během českého předsednictví EU byl členem pracovní skupiny MZV Lokální udržitelné zdroje energie v rozvojových zemích. V prezidentské kampani v roce 2013 byl členem volebního týmu Táni Fischerové.
Ve volbách do Poslanecké sněmovny PČR v roce 2013 kandidoval jako člen politického hnutí Zelení ve Středočeském kraji na 1. místě kandidátní listiny politického hnutí Změna, ale neuspěl (Změna se do Sněmovny nedostala). Ve volbách do Evropského parlamentu v roce 2014 kandidoval jako člen politického hnutí Zelení na 5. místě kandidátní listiny Pirátů, ale rovněž neuspěl (Piráti se do EP nedostali).
Na začátku roku 2017 ukončilo jeho politické hnutí Zelení svou činnost na podporu konsolidované Strany zelených. V lednu téhož roku se stal členem expertního týmu Zelených pro předvolební období, měl na starosti oblast práce a sociálních věcí.
V doplňovacích volbách do Senátu na počátku roku 2020 byl kandidátem České pirátské strany v senátním obvodu Teplice na uvolněný mandát po zemřelém předsedovi senátu Jaroslavu Kuberovi. Již samotná nominace vyvolala rozpory uvnitř strany, kdy byl kritizován pro své silně levicové výroky na sociálních sítích. Svou kandidaturu stáhl na počátku března po rozsáhlých ohlasech a obviněních z antisemitismu, kvůli příspěvku z roku 2009 v němž upozorňoval na počet palestinských obětí během Izraelské operace Lité olovo, kde použil na izraelské vlajce grafiku spojující Davidovu hvězdu s hákovým křížem. Na vlajce byl velkými písmeny nápis fascist state. Tato grafika (ovšem bez zmíněného nápisu) je symbolem Raëliánského hnutí.

## Publikace (editor a autor)
- Rozvojové cíle tisíciletí – Manuál globálního rozvojového vzdělávání, EAP 2006, EDUCON 2007. Dostupné on-line
- Česko proti chudobě – Informace, fakta a čísla z rozvojového světa, Educon 2007. Dostupné on-line
- Právní a daňové ráje, zastavme skandál, Educon 2008. Dostupné on-line
- Příliš vzdálené cíle, EDUCON 2008, 2009. Dostupné on-line
- Social Watch Report – Národní zpráva – Česká republika, od r. 2008. Dostupné on-line
- Udržitelné technologie pro rozvoj, ADRA 2010. Dostupné on-line
- Občanská odpovědnost ve světle globální chudoby, EDUCON 2011. Dostupné on-line
- Mýty a legendy z neznámého světa, Glopolis 2013, EDUCON 2015. Dostupné on-line
- Od nenaplněných plánů k novým cílům, EDUCON 2013. Dostupné on-line
- Otazníky rozvoje, EA 2015. Dostupné on-line
- Perspektivy Rozvoje – Social Watch, 2015. Dostupné on-line
- Voices of the Marginalized, How Did EU Policies Affect the Poorest, EDUCON, GCAP 2015. Dostupné on-line